# Christopher Browning
Christopher Browning, född den 22 maj 1944, är en amerikansk historiker med förintelsen som huvudfokus. Han gav år 1992 ut Ordinary Men: Reserve Police Battalion 101 and the Final Solution in Poland, svensk översättning: Helt vanliga män: reservbataljon 101 och den slutliga lösningen i Polen (1998). 

## Ordinary Men
Browning studerade Reserve-Polizei-Bataillon 101 från Hamburg och drog slutsatsen i sin bok Ordinary Men att de meniga poliserna var vanliga medelålders män. Browning skriver att med hänsyn till ålder, födelseplats och social bakgrund var männen i bataljon 101 sådana som man allra minst skulle se som kandidater till att bli massmördare. Medlemmarna i 101 hade blivit utsatta för viss politisk indoktrinering och var troligtvis inte ivriga anhängare av Hitler. Enligt Browning deltog flertalet på grund av olika bevekelsegrunder: krigssituationen, lydnad, grupptryck, avhumanisering av offren, karriärjakt och antisemitism.
Browning tog upp det socialpsykologiska närmandet till förintelsen som Stanley Milgram hade introducerat med sin studie av lydnad. I klassikern Ordinary Men (1992) studerade Browning en bataljon på 500 vanliga tyska poliser som dödade 35 000 judar (en stor del kvinnor och barn) under en period av drygt ett år. Browning slogs av hur få som uttryckte moraliska betänkligheter inför detta dödande, medan några var bekymrade för moralen inom bataljonen, till exempel när de svek sina kamrater genom att avstå från att delta i avrättningarna. Andra forskare drog ungefär samma slutsats, medan Daniel Goldhagen i boken Hitler's Willing Exectuioners (1996) drog den motsatta slutsatsen. Goldhagen menar att bödlarna inte var lydiga underordnade, men ville döda judar för att de enligt Goldhagen drevs av (en specifik tysk) antisemitism.